# Liste der Naturdenkmale in Oberrod
Die Liste der Naturdenkmale in Oberrod nennt die im Gemeindegebiet von Oberrod ausgewiesenen Naturdenkmale (Stand 13. Juni 2024).

## Naturdenkmale
| Nr.         | Bezeichnung                                    | Lage                                           | Beschreibung    | Bild                                    |
| ----------- | ---------------------------------------------- | ---------------------------------------------- | --------------- | --------------------------------------- |
| ND-7143-458 | Alte Linde                                     | Kapellenstraße, bei der Kapelle St. Josef Lage | Tilia sp.       | Direkt Bild zu diesem Denkmal hochladen |
| ND-7143-468 | Hutebuche auf der ehemaligen Gemeindeviehweide | nördlich des Ortes; Flur Vorm Lichtenberg Lage | Fagus sylvatica | Direkt Bild zu diesem Denkmal hochladen |